# Handan
Pronunciação

Handan é uma cidade localizada a sudoeste da província de Hebei, na China. A população em 2015 era de 9 milhões. Local onde viviam os ancestrais da Dinastia Shang, a primeira dinastia chinesa histórica.

## História
Inicialmente era o local onde ficava o feudo dos ancestrais da Dinastia Shang, entregue a eles por seu ancestral, o Imperador Ku.
Handan passou ser capital do estado de Zhao durante o Período dos Reinos Combatentes, depois da transferência da capital de Zhonghan. A cidade foi conquista por Qin após a anexação quase total de Zhao por Qin.
A cidade ainda era considerada um centro comercial durante as dinastias Han ocidental e oriental, mas a importância da cidade gradativamente declinou, talvez devido às numerosas batalhas travadas no norte da China após o período Han. 

## Economia
Atualmente Handan é uma cidade predominantemente industrial. O crescimento industrial da cidade se dá graças às suas atividades de transporte e comunicação. Minas de carvão em Fangfeng provêem energia para as indústrias pesadas.
1. ↑  «百度百科-验证». baike.baidu.com. Consultado em 27 de julho de 2023